# أنخيل كابريرا
أنخيل كابريرا (بالإسبانية: Ángel Cabrera Latorre)‏ (و. 1879 – 1960 م) هو عالم نبات، وعالم حيواني، وعالم ثدييات من إسبانيا . ولد في مدريد .
توفي في لابلاتا، عن عمر يناهز 81 عاماً.